# Agrotrigia berelica
Agrotrigia berelica är en gräsart som beskrevs av Kotukhov. Agrotrigia berelica ingår i släktet Agrotrigia och familjen gräs. Inga underarter finns listade i Catalogue of Life.